# 慕容暐
慕容 暐（ぼよう い、拼音：Mùróng Wĕi）は、五胡十六国時代前燕の第3代にして最後の君主。字は景茂。慕容儁の三男であり、生母は可足渾氏。兄に慕容曄・慕容臧が、弟に慕容亮・慕容温・慕容渉・慕容泓・慕容沖が、妹に清河公主がいる。

## 生涯

### 父の時代
永和6年（350年）、前燕の二代君主（初代皇帝）慕容儁の三男として生まれた。元璽3年（354年）4月、中山王に封じられた。
元璽6年（357年）2月、前年7月に兄の皇太子慕容曄が早世したことに伴い、新たな皇太子に立てられた（慕容暐にはもう一人兄の慕容臧がいたが、彼は庶子であった為、後継とならなかった）。
光寿4年（360年）1月、慕容儁が病により崩御した。慕容暐はこの時まだ11歳と幼かったので、群臣は慕容儁の弟である太原王慕容恪に後を継ぐよう勧めたが、慕容恪はこれを固く辞退したので、予定通り慕容暐が継ぐこととなった。

### 皇帝即位
慕容儁崩御から数日後、慕容暐は皇帝に即位した。領内に大赦を下し、建熙と改元した。建熙元年（360年）2月、実母の可足渾氏を皇太后に立てた。また、慕容恪を太宰・録尚書事に、上庸王慕容評を太傅に、慕輿根を太師に任じた。
太師の慕輿根は慕容皝の時代からの功臣であったが、自らを差し置いて国政を掌握している慕容恪に不満を抱いており、武衛将軍慕輿干と結託して密かに政権の掌握を目論んでいた。彼はまず慕容恪に帝位の簒奪を勧めて接近し、これを慕容恪が断ると今度は慕容暐と可足渾氏の下へ出向き、慕容恪と慕容評が謀反を企てていると嘘の訴えを行い、討伐の許可を求めた。可足渾氏はこれを信用して許可しようとしたが、慕容暐は「二公（慕容恪・慕容評）は国家の親賢（親族の賢臣）です。先帝（慕容儁）により選ばれ、孤児と寡婦（慕容暐と可足渾氏）の補佐をしてくれているのです。必ずやそのような事はしません。それに、太師（慕輿根）こそが造反を考えているのでないとも限らないでしょう！」と反対したため、取りやめとなった。その後次第に慕輿根の反心が明らかとなると、慕容恪は遂に誅殺を決め、慕容評と協力して慕輿根を捕らえ、妻子や側近ともども処刑した。

### 勢力の拡大
かつての後趙の残党である張平は并州の全域を支配し、一時は前燕・前秦に匹敵する第3勢力となっていた。慕容暐の治世になると張平は前燕に侵攻し一定の成果を得たが、その直後に前秦から攻撃を受けたため、再び前燕に謝罪して救援を要請した。だが前燕は救援を拒否したため、張平は前秦軍に敗れて殺された。
また野王に割拠していた呂護は名目上前燕の臣下であったが、彼は密かに東晋へも帰順しており、前将軍・冀州刺史に任じられていた。また、後趙の残党であり滎陽に割拠していた高昌が同年に死去すると、呂護は彼の領する兵民も傘下に加え、その勢力を強大化させていた。呂護は東晋軍を招き入れ、共に前燕の首都の鄴を強襲せんと目論んでいた。しかし呂護の計画が露見すると、慕容恪が5万の兵を率いて呂護討伐に赴き、数か月に渡る包囲戦の末、直接戦闘にて多数の将兵を討ち取り、呂護を敗走に追い込んだ。その後呂護が前燕に謝罪して再び帰順を請うと、慕容暐はこれを受け入れ、広州刺史・寧南将軍に任じて以前通りに遇した。
建熙3年（362年）1月、豫州刺史孫興は上表して「晋将陳祐は弱兵1000余りで孤立した城（洛陽）を守っております。取らない手はありません！」と訴え、東晋の勢力下にあった洛陽を攻めるよう勧めた。洛陽は東晋の大司馬桓温の北伐により、元璽5年（356年）より東晋の支配圏に組み込まれていたが、他の東晋領から孤立した位置に在していた。朝廷はこの訴えを聞き入れ、護軍将軍傅顔・寧南将軍呂護・太宰慕容恪らを派遣し、洛陽の金墉城（洛陽城の東北にあり、防衛上の拠点となる城）を陥落させた。慕容筑を仮節・征虜将軍・洛州刺史に任じて洛陽の金墉城を守らせ、慕容垂を都督荊揚洛徐兗豫雍益涼秦十州諸軍事・征南大将軍・荊州牧に任じ、兵1万を与えて魯陽を鎮守させた。
建熙4年（363年）4月には、寧東将軍慕容忠が滎陽を陥落させた。しかし10月には鎮南将軍慕容塵が東晋の陳留郡太守袁披の守る長平を攻撃したが、東晋の汝南郡太守朱斌がその隙に乗じて許昌を陥落させてしまった。そのため翌年の建熙5年（364年）、太傅慕容評・龍驤将軍李洪らが許昌・汝南へ侵攻し、東晋の汝南郡太守朱斌・陳郡太守朱輔らを退却させ、これにより許昌・汝南・陳郡を攻略した。

### 国内の統治
建熙7年（366年）3月、当時前燕国内では水害や旱魃が多発していた。これを受け、慕容恪は慕容評と共に進み出て慕容暐へ稽首し、太宰・大司馬・太傅・司徒の地位を返上して邸宅に帰ることを願い出た。慕容暐は未だ東晋・前秦の脅威が残っており、今は職を辞す時では無いとして訴えを退けた。慕容恪・慕容評らはなおも政権を返上する事を請うたが、慕容暐は再度反論し、ついに2人が提出した辞表を破り捨てた。これにより慕容恪・慕容評らも引退を断念した。同年5月、慕容暐は依然として旱魃が終わらない状況を憂え、下書して歌舞音楽を撤廃し、高官に菜食の徹底と捧げ物の用意を欠かさぬよう命じた。その後、程なくして大雨が降り、旱魃は解消されたという。
建熙8年（367年）4月、慕容恪は病を患うようになると、慕容暐へ「呉王垂（慕容垂）の将相（将軍と宰相）の才覚は臣に十倍します。先帝（慕容儁）は幼長の序列を重視して臣を先に取り立てたに過ぎません。臣が死んだ後は、どうか国を挙げて呉王を尊重なさって下さい」と進言し、慕容垂に重任を委ねるよう伝えた。5月に慕容恪は没したが、以降は慕容評と可足渾皇太后が国政を担うようになった。

### 前秦との駆け引き
建熙8年（367年）、前秦の君主苻堅は慕容恪の死を聞き、前燕を併呑しようと密かに画策し、まずは前秦の傘下にあった匈奴の左賢王曹轂に、朝貢を名目として前燕へ赴くよう命じ、前秦の西戎主簿郭弁をその付き人という扱いで同行させ、郭弁に密かに内情を探らさせた。郭弁は鄴に至ると、公卿の家を逐一訪問して親睦を深めながら情報の収集に努めた。この行動を不審に思った皇甫真は、郭弁を詳しく取り調べて本来の目的を取り調べるよう上奏したが、慕容評はこれを許さなかった。郭弁は無事に前秦に帰国すると、苻堅へ収集した情報を伝えると共に、前燕の政治は乱れていて綱紀も緩んでいると報告した。
前年より、前秦では晋公苻柳・趙公苻双・魏公苻廋・燕公苻武が結託して大規模な反乱を起こしており、建熙9年（368年）2月に苻廋は自らの統治する陝城を挙げて前燕へ帰順する代わりに援軍を要請した。魏尹・范陽王慕容徳らは絶好の機会であるとして出征を強く要請し、慕容暐は喜んでこれに従おうとしたが、太傅慕容評はこの出征に猛反対し「前秦は乱れているといえども未だ強国であり、逆に前燕は代替わりの直後で国内が安定しておらず、国境を固く防衛して様子を見るべきである」と述べ、これを認めなかった。苻謏は前燕の重臣である慕容垂と皇甫真にも手紙を送って再び助けを乞うたが、彼らも慕容評を説得する事は出来なかった。結局、反乱は王猛を始めとした前秦の諸将によって同年のうちに鎮圧された。

### 慕容評の乱政
太傅慕容評の執政以降、王侯貴族らは領地の民を占有して各々が蔭戸（国家とは関係ない所で私的に隠し持つ戸口を指し、税収は個人の懐に入る）を所有するようになっていた。国家が所有する戸口は蔭戸よりも少ない有様であり、当然ながら税収は減少していた。その為、食糧庫は次第に枯渇していき、窮乏の余り資材・物資の調達にも支障を来すようになっていた。尚書左僕射悦綰はこの状況を憂え、蔭戸を廃して郡県に返還し、国庫を充足させるべきだと慕容暐へ訴えた。慕容暐はこれに同意し、悦綰に命じてこれらの摘発に専従させた。悦綰は事実を究明して厳格に摘発したので、王侯貴族らは隠し通すことが出来ず、公民は20万戸余りも増員する事が出来た。だが、私腹を肥やしていた者たちはこの措置に大いに憤り、慕容評もこれを大いに不満としたという。11月、悦綰はこの世を去った。
当時、連年にわたり兵難が続き、後述する桓温の北伐もあり、前燕の国力は大いに疲弊していた。また皇太后可足渾氏はしばしば国政に介入して混乱を招き、慕容評に至っては財貨を貪って飽くことが無かった。朝廷でも賄賂は横行し、官吏の推挙も才能ではなく賄賂によって決まったので、下々には怨嗟の声が溜まった。建熙10年（369年）11月、尚書左丞申紹はこの状況を憂えて上疏し、守宰の人選見直しと不要な官吏の削減、また経費の節減と官吏への正しい賞罰を行う様訴えたが、聞き入れられる事はなかった。

### 桓温の北伐
建熙10年（369年）、東晋の大司馬桓温は前燕征伐の兵を挙げ、歩兵・騎兵計5万を率いて軍を発した。この報を受け、慕容暐は撫軍将軍・下邳王の慕容厲を征討大都督に任じて迎撃させが、慕容厲は黄墟（現在の河南省商丘市民権県にある黄城の廃墟）で大敗を喫し、かろうじて単騎で逃げ帰る有様であった。これにより前燕の高平郡太守徐翻は郡ごと降伏した。慕容暐はさらに楽安王慕容臧を総大将に据え、諸軍を統率させて迎撃を命じたが、慕容臧もまた桓温の勢いを阻むことが出来ず、彼は散騎常侍李鳳を前秦へ派遣して救援を要請した。
慕容暐は旧都である龍城まで撤退しようと考えたが、呉王慕容垂が進み出て「臣に迎撃させてください。もしも勝てなければ、それから逃げても遅くありません」と訴えると、慕容暐はこれを認め、慕容臧に代わって慕容垂を総大将とし、使持節・南討大都督に任じて征南将軍慕容徳を始めとした5万の兵を与え、桓温を防がせた。また慕容暐は前秦に使者を派遣し、虎牢以西の地を割譲する事を条件に援軍を要請した。前秦は要請に応じ、将軍苟池・洛州刺史鄧羌らを潁川に派遣した。次第に兵糧不足や前秦からの援軍などにより東晋軍が不利になると、桓温は侵攻を断念し、舟を焼き払って輜重や武具を放棄し陸路で退却を始めた。この期を衝いて慕容垂は騎兵を率いて急襲を仕掛け、1万近い兵を討ち取る戦果を挙げた。10月、桓温は山陽まで退却し、東晋からの脅威は終わりを告げた。

### 慕容垂の亡命
同月、慕容垂は襄邑より鄴へ帰還した。桓温撃退の功績により彼の威名は大いに轟くようになったが、慕容評はもともと声望が高い慕容垂の存在を快く思っておらず、この一件により益々忌避するようになった。また、慕容垂は上奏し、奮戦した部下たちに手厚い恩賞を下賜するよう要請したが、慕容評はこの請願を握りつぶして恩賞を与えなかった。これ以降も慕容垂は、自らの配下へ功績に則した恩賞を授ける様に幾度も要請し、遂に慕容評と朝廷で言い争うようになった。可足渾皇太后もまたかねてより慕容垂を疎ましく思っており、今回の戦功を不当に引き下げていた。遂に両者は共謀し、慕容垂の排斥を企むようになった。慕容垂は災いを避けるため、一旦鄴を離れて旧都の龍城へと移ったが、これを聞いた慕容評は追撃の兵を差し向けたため、慕容垂は前秦へと亡命してしまった。

### 前秦の侵攻
桓温との大戦以降、前燕と前秦は修好を結ぶようになり、たびたび使者が往来するようになった。同年10月頃、前燕朝廷は給事黄門侍郎梁琛らを前秦への使者として派遣したが、梁琛が鄴に帰還すると、彼は「前秦では軍備増強・兵糧の備蓄に邁進しており、慕容垂の亡命を契機として前燕へ侵攻してくるのは時間の問題である」と訴えたが、慕容評も慕容暐もこれに同意しなかった。同じく皇甫真も上表し前秦の侵攻への備えを要請したが、慕容評は「急に国防を固めるような事をすれば、むしろ前秦に疑念を抱かせる事になる」と反論し、結局軍備増強に動く事はなかった。
前燕は以前、前秦へ救援の見返りとして虎牢以西の地を割譲する約束をしていたが、東晋軍が退却するとその土地を惜しむようになった。その為、前秦へ使者を派遣して「（割譲の約束は）使者の失言です。国を保ち家を保つ者として、災害の時に助け合うのは、当然の理でしょう」と告げた。苻堅はこれに激怒し、輔国将軍王猛・建威将軍梁成・洛州刺史鄧羌らに歩兵・騎兵3万を与え、前燕への侵攻を開始した。慕容暐は散騎侍郎李鳳・黄門侍郎梁琛・中書侍郎楽嵩を招集して「秦軍の兵はどのくらいであろうか。今、大軍がすでに出発しているが、秦は戦うだろうか」と訪ねた。これに対して李鳳は憂慮には足らないと楽観論を述べたが、梁琛と楽嵩は共に「前秦は遠く千里の彼方より来寇したからには、どうして戦わないことがあるでしょう。我らも謀を用いて勝ちを得なければなりません。戦わずに済むなど、甘い考えではなりません！」と答えた。慕容暐はこの発言に不満を抱いたという。
10月、慕容評の軍は王猛の軍と対峙したが、慕容評はこのような状況にあっても、山間の泉水資源を独占し、それにより得た散木や水を売り捌き、金銭や布帛を山のように積んでいた。士卒はみなこの事に不満を抱き、その士気は大いに低下しており、また王猛の火計により兵糧を焼失してしまった。慕容暐はこれに驚愕し、使者を派遣して慕容評を叱責した。慕容評は王猛への決戦を挑んだが、大敗を喫して多数の兵卒を失い、単騎で鄴へと逃げ帰った。王猛はそのまま軍を進めると、遂に鄴を包囲した。この間に慕容暐は部下の讒言によって、梁琛の前秦との内通を疑い投獄してしまった。

### 前燕滅亡
11月、苻堅は自ら精鋭10万を率いて王猛と合流し、鄴の攻撃を開始した。同月、夫余の王太子である余蔚は前燕の朝廷に仕えていたが、鄴城内で反旗を翻して夫余・高句麗及び上党の質子（人質）五百人余りを率い、鄴の北門を開けて前秦の兵を招き入れた。これを聞いた慕容暐は急ぎ城を飛び出し、上庸王慕容評・楽安王慕容臧・定襄王慕容淵・左衛将軍孟高・殿中将軍艾朗らと共に城から逃亡して龍城へ向かった。慕容暐が城を出た時、衛士数千騎余りが付き従っていたが、すぐに散亡してしまい、数十騎のみが付き従った。
慕容暐の逃亡は困難を極め、孟高が側に侍り、慕容評・慕容臧が護衛しながら進んだが、みな疲労困憊であった。また、野盗にも襲撃され、これと戦いながら前進した。数日して福禄へたどり着き、塚で一休みしていると、20人余りの賊に襲われた。孟高・艾朗は死に物狂いで奮戦するもあえなく射殺され、慕容暐はこの混乱で馬を失ったが、かろうじて徒歩で逃げる事が出来た。
苻堅は慕容暐の逃走を知ると游撃将軍郭慶に追撃を命じており、慕容暐は郭慶配下の巨武によって生け捕られ、苻堅の下へと護送された。降伏せずに逃亡を図った理由を詰問されると、慕容暐は「狐は死す時、生まれ育った丘に頭を向けるという。先人の墳墓の前で死ぬ事を願ったまでだ」と答えた。苻堅はこれに哀れみ、縄を解かせてやった。さらに、一旦鄴の宮殿に帰らせると、改めて文武百官を伴ってから降伏させた。慕容暐の在位は約11年であった。慕容暐は孟高と艾朗が忠義に殉じたことを苻堅に語ると、苻堅は彼らを厚く埋葬し、その子らを郎中に抜擢した。
郭慶は残党の追撃を続けて龍城まで進むと、慕容評は高句麗へ逃げたが、高句麗は慕容評を捕らえて前秦へ送った。宜都王慕容桓は渤海王慕容亮を殺してその部下を吸収すると遼東の平川へ逃げたが、遼東郡太守韓稠は既に前秦へ降伏しており、慕容桓の入城を拒んだ。慕容桓はこれを攻めるも破る事が出来なかった。郭慶は配下の朱嶷を派遣して慕容桓を追撃して大いに破り、慕容桓は部下を捨てて単騎で逃走するも、朱嶷に捕まり斬り殺された。これにより、諸州の牧・守・六夷の統領などは尽く前秦へ降伏した。前秦が占領した領土は157郡、246万戸、999万人に及んだ。前燕の宮人や珍宝は褒賞として、前秦の将士に分け与えられた。
12月、慕容暐は前燕の后妃・王公・百官・鮮卑4万戸余りと共に長安へ連行された。長安に至ると、新興侯に封じられ、五千戸を食邑として与えられた。

### 淝水の戦い
慕容暐は以降前秦の臣下となり、やがて尚書・司馬に任じられた。建元14年（378年）2月には長楽公苻丕・武衛将軍苟萇らと共に歩兵・騎兵併せて7万を率い、東晋領の襄陽へ侵攻した。4月、前秦軍は沔北から漢水を渡って襄陽城へ攻勢を掛け、建元15年（379年）2月にはこれを陥落させた。
建元19年（383年）8月、苻堅が総勢100万を超すともいわれる兵力を動員して東晋征討に乗り出すと、慕容暐は平南将軍・別部都督に任じられ、征南将軍苻融の率いる前鋒部隊の傘下に入った。しかし11月、前秦軍は淝水の戦いで記録的な大敗を喫し、混乱により味方に踏み潰された死体が野を覆い川を塞ぐ程であった。この時、慕容暐は鄖城（現在の湖北省荊門市京山市の南東）に駐屯していたが、この知らせを受け軍を放棄して逃走し、滎陽まで退却した。叔父である奮威将軍慕容徳はこの混乱に乗じて挙兵し、前燕を再興するよう勧めたが、慕容暐は従わなかった。その後、苻堅に従って長安に帰還した。

### 慕容一族の挙兵
建元20年（384年）1月、叔父の慕容垂が前秦に反旗を翻し、燕王に即位した（慕容暐に配慮して帝号は称さなかった）。3月、弟の慕容泓もまた関東に割拠する鮮卑部族を集結させて挙兵した。これを知った慕容暐は、密かに諸弟や宗族を長安の外へ出して兵を起こさせ、慕容泓の動きに連動しようと画策したが、苻堅の防備が甚だ厳重であったため、機会を得られなった。慕容泓の軍勢には同じく弟の慕容沖も加わり、その勢力は10万余りに膨れ上がった。
慕容泓は苻堅のもとへ使者を派遣し、慕容暐の身柄引き渡しと、関東を燕が、関中を秦が領有する形の修好協定を持ち掛けたが、苻堅はこれに激怒し慕容暐を召し出すと、慕容一族の不忠ぶりを詰った。これに対し慕容暐は流血するほど叩頭し、涙を流して謝罪した。しばらくした後、苻堅は考えを改め、慕容泓らの反乱の責任は慕容暐には無いとして、これまで通りの待遇を約束し、慕容泓・慕容沖・慕容垂を説得するよう慕容暐に命じた。
しかし慕容暐は密かに慕容泓へ使者を派遣すると「我は囚われの身であり、帰ることは出来ないだろう。それに、我は燕室を滅ぼした罪人であり、顧みるには及ばぬ。汝は大業を建てる事に努めよ。呉王（慕容垂）を相国に、中山王（慕容沖）を太宰・領大司馬に、汝を大将軍・領司徒に任じ、承制封拝（皇帝に代わって百官の任用と爵位の授与をする権限）を委ねる。そして、我の訃報を聞いたならば、汝が尊位（皇帝位）に昇るがよい」と告げた。これを受け、慕容泓は燕興という独自の元号を立てて正式に自立を標榜し、長安へ向かって進撃した。

### 反乱画策と最期
同年11月、慕容暐は慕容恪の子である慕容粛と結託し、長安城内にいる鮮卑族千人余りを動かして反乱を起こそうと画策した。12月、慕容暐は自らの子の結婚を口実に苻堅を新居へ招き、酒に酔わせているうちに伏兵を用いて暗殺しようと考えた。そのためまずは前燕の旧臣である悉羅騰・屈突鉄侯らに密かに計画を告げると、前秦朝廷からの出陣命令であると偽って、長安城内にいる鮮卑族を結集させた。そして次男の結婚を名目に苻堅を邸宅へ招待すると、苻堅はこれを承諾した。しかしこの夜の大雨で苻堅が到着する前に、この計画は発覚してしまった。慕容粛は計画が漏れたと確信し、すぐに城外へ出て決起するよう勧めたが、慕容暐は従わずに共に入朝した。
苻堅が二人を問い詰めると、慕容粛は「家国の事は重いのだ。どうしてその心を論じようか！」と堂々と反論したが、慕容暐は飾った言葉で言い訳をするのみであった。苻堅はまず慕容粛を殺害し、次いで慕容暐もまたその宗族と共に殺害された。享年35であった。さらに苻堅は城内にいる鮮卑を幼長・男女の区別なく皆殺しにした。400年、叔父の慕容徳が皇帝に即位して南燕を興すと、慕容暐は幽皇帝と追諡された。

## 人物
慕容暐の治世においては、ほとんどの期間において慕容恪・慕容評・皇太后可足渾氏らが朝政を主管していたので、彼自身が主体的に行動を起こしたという記録はあまりない。そのため、その性格や人物像を表す記述もはほとんど記されていないが、『十六国春秋』には庸弱（大して取柄もなく、困難に立ち向かう気力が無い事）であったと記されている。
学問には幼い頃より関心を示しており、政務を太宰慕容恪に委ねていた頃、博士王歓・助教尚鋒・秘書監杜詮より経学を学び、同時に経書を講究する為に側近とも講論したという。これにより次第に諸々の経書に通じるようになり、東堂においては孔子を祀ったという。

## 逸話
- ある時、慕容儁は群臣を鄴の蒲池に集めて酒宴を催した。この時、司徒左長史李績へ「景茂（慕容暐の字）は幼沖であり、その器芸に目立ったところはまだ見られていないが、卿はどう思うか」と問うた。李績は「皇太子は天資にして岐嶷で、その聖敬は日が躋（昇）るように、八徳は静かながらも聞こえておりますが、二つの欠がいまだ補われておりません。遊田（狩猟）を好み、絲竹（音楽）に心を奪われる傾向があります。これが残念でなりません。」と答えた。慕容儁は側に侍っていた慕容暐を顧みて「伯陽（李績の字）の言は、薬石の恵である。汝はこれを心に留めておくように」と訓じた。だが、慕容暐はこれに不満を抱いた。その後、慕容儁は臨終に際し、李績を重用するよう慕容恪へ遺しており、慕容暐が即位した後の360年11月、慕容恪は遺言に従って李績を尚書右僕射に任じるよう進言したが、慕容暐はかつての李績の発言に恨みを抱いており、これを認めなかった。慕容恪は幾度も進言を繰り返したが、慕容暐は慕容恪へ「万機の事は叔父に委ねているが、伯陽一人に関しては、この暐に裁かせてもらう」と取り合わず、その後章武郡太守に左遷した。やがて李績は憂悶の余り亡くなったという。

- 建熙11年（370年）8月、前秦の軍勢が襲来すると、慕容暐は心中大いに不安を抱いており、散騎侍郎李鳳・黄門侍郎梁琛・中書侍郎楽嵩を招集して「秦軍の兵はどのくらいであろうか。今、大軍がすでに出発しているが、秦は戦うだろうか」と訪ねた。これに対して李鳳が「秦は小さく、兵も弱小です。どうして王師の敵となりえましょうか。景略（王猛の字）は常才に過ぎず、太傅（慕容評）には及ばず、憂うには足りますまい」と答えたが、梁琛と楽嵩は共に「そうではありません。兵書の義には、敵を計って戦うべきであり、計略をもってこそ取る事が出来るとあります。敵と戦わず済むことを願うのは、万全の道とはいえません。慶鄭（春秋時代の晋の大臣）も『秦（春秋戦国時代の秦を指す）の衆は少ないといえども士気は我に倍しており、衆の大小など問う所ではありません』と言っております。それに秦は遠く千里の彼方より来寇したからにはどうして戦わないことがありましょう！我らも謀を用いて勝ちを得なければなりません。戦わずに済むなど、甘い考えではなりません！」と答えた。慕容暐は梁琛らの発言に気分を害したという。同年10月、側近の苟純は慕容暐へ「琛（梁琛）が長安に滞在していた時、王猛と甚だ交流を琛めておりました。もしかすると異謀を抱いたかもしれませんぞ」と述べ、梁琛の事を讒言した。苟純はかつて梁琛の副使として共に前秦の首都長安へ使者として赴いていたが、梁琛が苻堅と謁見する際の応対について何も自分に相談しなかった事を心中恨んでいた。その為、このような讒言を行ったのだという。梁琛は前秦から帰国して以降、度々苻堅や王猛を称える発言をしており、また前秦軍の襲来に備えて軍備を厳重にするよう告げていた。その為、梁琛の予測通り前秦が襲来すると、慕容暐は大いに彼の内通を疑った。上述の理由でもともと梁琛を快く思っていなかった事もあり、ここに至って遂に梁琛を内通者と断定して投獄してしまった。370年11月、鄴が陥落して前燕が滅ぶと、苻堅は梁琛を牢獄から釈放し、主簿・領記室督に抜擢して鄴に留めたという。

### 怪異譚
- 361年1月の乙丑の日、辰の時間に危宿（別称を危月燕という）に位置していた月が太白（金星）に覆い被さるという出来事があった。占い師はこれを見て「天下は靡散（衰微）するであろう」と予言したという。

- 365年2月の丙子の日、参宿に位置していた月が熒惑（火星）に覆い被さるという出来事があった。占い師はこれを見て「参魏（三国時代の魏。参とは三の代用字）の地は燕にありて、まさに災いに見舞われるであろう」と予言した。これは前燕の滅亡を予期したものだという。

- 368年12月、鄴において神が舞い降り、自らを相汝[6]と称したという報告があった。その女は声を発し、人と接して親交を深め、数日してから去って行ったという。

## 宗室
- 『晋書』巻108～111、巻123～128に基づく。

|             |             |             |             |             |             |  |  |             |             |             |             |             |             |  |  |             |             |             |             |             |             |  |  | 莫護跋       |              |              |              |              |              |  |  |              |              |              |              |              |              |  |  |             |             |             |             |             |             |  |  |             |             |             |             |             |             |  |  |             |             |             |             |             |             |  |  |  |  |  |  |  |  |  |  |  |  |  |  |  |  |  |  |  |  |  |  |  |  |  |  |  |  |  |  |  |  |  |  |  |  |
|             |             |             |             |             |             |  |  |             |             |             |             |             |             |  |  |             |             |             |             |             |             |  |  |              |              |              |              |              |              |  |  |              |              |              |              |              |              |  |  |             |             |             |             |             |             |  |  |             |             |             |             |             |             |  |  |             |             |             |             |             |             |  |  |  |  |  |  |  |  |  |  |  |  |  |  |  |  |  |  |  |  |  |  |  |  |  |  |  |  |  |  |  |  |  |  |  |  |
|             |             |             |             |             |             |  |  |             |             |             |             |             |             |  |  |             |             |             |             |             |             |  |  | 慕容木延     |              |              |              |              |              |  |  |              |              |              |              |              |              |  |  |             |             |             |             |             |             |  |  |             |             |             |             |             |             |  |  |             |             |             |             |             |             |  |  |  |  |  |  |  |  |  |  |  |  |  |  |  |  |  |  |  |  |  |  |  |  |  |  |  |  |  |  |  |  |  |  |  |  |
|             |             |             |             |             |             |  |  |             |             |             |             |             |             |  |  |             |             |             |             |             |             |  |  |              |              |              |              |              |              |  |  |              |              |              |              |              |              |  |  |             |             |             |             |             |             |  |  |             |             |             |             |             |             |  |  |             |             |             |             |             |             |  |  |  |  |  |  |  |  |  |  |  |  |  |  |  |  |  |  |  |  |  |  |  |  |  |  |  |  |  |  |  |  |  |  |  |  |
|             |             |             |             |             |             |  |  |             |             |             |             |             |             |  |  |             |             |             |             |             |             |  |  |              |              |              |              |              |              |  |  |              |              |              |              |              |              |  |  |             |             |             |             |             |             |  |  |             |             |             |             |             |             |  |  |             |             |             |             |             |             |  |  |  |  |  |  |  |  |  |  |  |  |  |  |  |  |  |  |  |  |  |  |  |  |  |  |  |  |  |  |  |  |  |  |  |  |
|             |             |             |             |             |             |  |  |             |             |             |             |             |             |  |  |             |             |             |             |             |             |  |  | 慕容渉帰     | 慕容渉帰     | 慕容渉帰     | 慕容渉帰     | 慕容渉帰     | 慕容渉帰     |  |  | 慕容耐       | 慕容耐       | 慕容耐       | 慕容耐       | 慕容耐       | 慕容耐       |  |  |             |             |             |             |             |             |  |  |             |             |             |             |             |             |  |  |             |             |             |             |             |             |  |  |  |  |  |  |  |  |  |  |  |  |  |  |  |  |  |  |  |  |  |  |  |  |  |  |  |  |  |  |  |  |  |  |  |  |
|             |             |             |             |             |             |  |  |             |             |             |             |             |             |  |  |             |             |             |             |             |             |  |  | 慕容渉帰     | 慕容渉帰     | 慕容渉帰     | 慕容渉帰     | 慕容渉帰     | 慕容渉帰     |  |  | 慕容耐       | 慕容耐       | 慕容耐       | 慕容耐       | 慕容耐       | 慕容耐       |  |  |             |             |             |             |             |             |  |  |             |             |             |             |             |             |  |  |             |             |             |             |             |             |  |  |  |  |  |  |  |  |  |  |  |  |  |  |  |  |  |  |  |  |  |  |  |  |  |  |  |  |  |  |  |  |  |  |  |  |
|             |             |             |             |             |             |  |  |             |             |             |             |             |             |  |  |             |             |             |             |             |             |  |  |              |              |              |              |              |              |  |  |              |              |              |              |              |              |  |  |             |             |             |             |             |             |  |  |             |             |             |             |             |             |  |  |             |             |             |             |             |             |  |  |  |  |  |  |  |  |  |  |  |  |  |  |  |  |  |  |  |  |  |  |  |  |  |  |  |  |  |  |  |  |  |  |  |  |
| 慕容吐谷渾  | 慕容吐谷渾  | 慕容吐谷渾  | 慕容吐谷渾  | 慕容吐谷渾  | 慕容吐谷渾  |  |  |             |             |             |             |             |             |  |  |             |             |             |             |             |             |  |  | 慕容廆       | 慕容廆       | 慕容廆       | 慕容廆       | 慕容廆       | 慕容廆       |  |  |              |              |              |              |              |              |  |  |             |             |             |             |             |             |  |  |             |             |             |             |             |             |  |  | 慕容運      | 慕容運      | 慕容運      | 慕容運      | 慕容運      | 慕容運      |  |  |  |  |  |  |  |  |  |  |  |  |  |  |  |  |  |  |  |  |  |  |  |  |  |  |  |  |  |  |  |  |  |  |  |  |
| 慕容吐谷渾  | 慕容吐谷渾  | 慕容吐谷渾  | 慕容吐谷渾  | 慕容吐谷渾  | 慕容吐谷渾  |  |  |             |             |             |             |             |             |  |  |             |             |             |             |             |             |  |  | 慕容廆       | 慕容廆       | 慕容廆       | 慕容廆       | 慕容廆       | 慕容廆       |  |  |              |              |              |              |              |              |  |  |             |             |             |             |             |             |  |  |             |             |             |             |             |             |  |  | 慕容運      | 慕容運      | 慕容運      | 慕容運      | 慕容運      | 慕容運      |  |  |  |  |  |  |  |  |  |  |  |  |  |  |  |  |  |  |  |  |  |  |  |  |  |  |  |  |  |  |  |  |  |  |  |  |
|             |             |             |             |             |             |  |  |             |             |             |             |             |             |  |  |             |             |             |             |             |             |  |  |              |              |              |              |              |              |  |  |              |              |              |              |              |              |  |  |             |             |             |             |             |             |  |  |             |             |             |             |             |             |  |  |             |             |             |             |             |             |  |  |  |  |  |  |  |  |  |  |  |  |  |  |  |  |  |  |  |  |  |  |  |  |  |  |  |  |  |  |  |  |  |  |  |  |
| 吐延        | 吐延        | 吐延        | 吐延        | 吐延        | 吐延        |  |  |             |             |             |             |             |             |  |  | 慕容翰      | 慕容翰      | 慕容翰      | 慕容翰      | 慕容翰      | 慕容翰      |  |  | (前1)慕容皝  | (前1)慕容皝  | (前1)慕容皝  | (前1)慕容皝  | (前1)慕容皝  | (前1)慕容皝  |  |  | 慕容評       | 慕容評       | 慕容評       | 慕容評       | 慕容評       | 慕容評       |  |  | (僭)慕容仁  | (僭)慕容仁  | (僭)慕容仁  | (僭)慕容仁  | (僭)慕容仁  | (僭)慕容仁  |  |  | 慕容昭      | 慕容昭      | 慕容昭      | 慕容昭      | 慕容昭      | 慕容昭      |  |  |             |             |             |             |             |             |  |  |  |  |  |  |  |  |  |  |  |  |  |  |  |  |  |  |  |  |  |  |  |  |  |  |  |  |  |  |  |  |  |  |  |  |
| 吐延        | 吐延        | 吐延        | 吐延        | 吐延        | 吐延        |  |  |             |             |             |             |             |             |  |  | 慕容翰      | 慕容翰      | 慕容翰      | 慕容翰      | 慕容翰      | 慕容翰      |  |  | (前1)慕容皝  | (前1)慕容皝  | (前1)慕容皝  | (前1)慕容皝  | (前1)慕容皝  | (前1)慕容皝  |  |  | 慕容評       | 慕容評       | 慕容評       | 慕容評       | 慕容評       | 慕容評       |  |  | (僭)慕容仁  | (僭)慕容仁  | (僭)慕容仁  | (僭)慕容仁  | (僭)慕容仁  | (僭)慕容仁  |  |  | 慕容昭      | 慕容昭      | 慕容昭      | 慕容昭      | 慕容昭      | 慕容昭      |  |  |             |             |             |             |             |             |  |  |  |  |  |  |  |  |  |  |  |  |  |  |  |  |  |  |  |  |  |  |  |  |  |  |  |  |  |  |  |  |  |  |  |  |
|             |             |             |             |             |             |  |  |             |             |             |             |             |             |  |  |             |             |             |             |             |             |  |  |              |              |              |              |              |              |  |  |              |              |              |              |              |              |  |  |             |             |             |             |             |             |  |  |             |             |             |             |             |             |  |  |             |             |             |             |             |             |  |  |  |  |  |  |  |  |  |  |  |  |  |  |  |  |  |  |  |  |  |  |  |  |  |  |  |  |  |  |  |  |  |  |  |  |
|             |             |             |             |             |             |  |  | (前2)慕容儁 | (前2)慕容儁 | (前2)慕容儁 | (前2)慕容儁 | (前2)慕容儁 | (前2)慕容儁 |  |  | 慕容恪      | 慕容恪      | 慕容恪      | 慕容恪      | 慕容恪      | 慕容恪      |  |  |              |              |              |              |              |              |  |  | 慕容桓       | 慕容桓       | 慕容桓       | 慕容桓       | 慕容桓       | 慕容桓       |  |  | 慕容納      | 慕容納      | 慕容納      | 慕容納      | 慕容納      | 慕容納      |  |  | (南1)慕容徳 | (南1)慕容徳 | (南1)慕容徳 | (南1)慕容徳 | (南1)慕容徳 | (南1)慕容徳 |  |  | (西6)慕容永 | (西6)慕容永 | (西6)慕容永 | (西6)慕容永 | (西6)慕容永 | (西6)慕容永 |  |  |  |  |  |  |  |  |  |  |  |  |  |  |  |  |  |  |  |  |  |  |  |  |  |  |  |  |  |  |  |  |  |  |  |  |
|             |             |             |             |             |             |  |  | (前2)慕容儁 | (前2)慕容儁 | (前2)慕容儁 | (前2)慕容儁 | (前2)慕容儁 | (前2)慕容儁 |  |  | 慕容恪      | 慕容恪      | 慕容恪      | 慕容恪      | 慕容恪      | 慕容恪      |  |  |              |              |              |              |              |              |  |  | 慕容桓       | 慕容桓       | 慕容桓       | 慕容桓       | 慕容桓       | 慕容桓       |  |  | 慕容納      | 慕容納      | 慕容納      | 慕容納      | 慕容納      | 慕容納      |  |  | (南1)慕容徳 | (南1)慕容徳 | (南1)慕容徳 | (南1)慕容徳 | (南1)慕容徳 | (南1)慕容徳 |  |  | (西6)慕容永 | (西6)慕容永 | (西6)慕容永 | (西6)慕容永 | (西6)慕容永 | (西6)慕容永 |  |  |  |  |  |  |  |  |  |  |  |  |  |  |  |  |  |  |  |  |  |  |  |  |  |  |  |  |  |  |  |  |  |  |  |  |
|             |             |             |             |             |             |  |  |             |             |             |             |             |             |  |  |             |             |             |             |             |             |  |  |              |              |              |              |              |              |  |  |              |              |              |              |              |              |  |  |             |             |             |             |             |             |  |  |             |             |             |             |             |             |  |  |             |             |             |             |             |             |  |  |  |  |  |  |  |  |  |  |  |  |  |  |  |  |  |  |  |  |  |  |  |  |  |  |  |  |  |  |  |  |  |  |  |  |
| (前3)慕容暐 | (前3)慕容暐 | (前3)慕容暐 | (前3)慕容暐 | (前3)慕容暐 | (前3)慕容暐 |  |  | (西0)慕容泓 | (西0)慕容泓 | (西0)慕容泓 | (西0)慕容泓 | (西0)慕容泓 | (西0)慕容泓 |  |  | (西1)慕容沖 | (西1)慕容沖 | (西1)慕容沖 | (西1)慕容沖 | (西1)慕容沖 | (西1)慕容沖 |  |  | (後1)慕容垂  | (後1)慕容垂  | (後1)慕容垂  | (後1)慕容垂  | (後1)慕容垂  | (後1)慕容垂  |  |  | (西3)慕容凱  | (西3)慕容凱  | (西3)慕容凱  | (西3)慕容凱  | (西3)慕容凱  | (西3)慕容凱  |  |  | (南2)慕容超 | (南2)慕容超 | (南2)慕容超 | (南2)慕容超 | (南2)慕容超 | (南2)慕容超 |  |  |             |             |             |             |             |             |  |  |             |             |             |             |             |             |  |  |  |  |  |  |  |  |  |  |  |  |  |  |  |  |  |  |  |  |  |  |  |  |  |  |  |  |  |  |  |  |  |  |  |  |
| (前3)慕容暐 | (前3)慕容暐 | (前3)慕容暐 | (前3)慕容暐 | (前3)慕容暐 | (前3)慕容暐 |  |  | (西0)慕容泓 | (西0)慕容泓 | (西0)慕容泓 | (西0)慕容泓 | (西0)慕容泓 | (西0)慕容泓 |  |  | (西1)慕容沖 | (西1)慕容沖 | (西1)慕容沖 | (西1)慕容沖 | (西1)慕容沖 | (西1)慕容沖 |  |  | (後1)慕容垂  | (後1)慕容垂  | (後1)慕容垂  | (後1)慕容垂  | (後1)慕容垂  | (後1)慕容垂  |  |  | (西3)慕容凱  | (西3)慕容凱  | (西3)慕容凱  | (西3)慕容凱  | (西3)慕容凱  | (西3)慕容凱  |  |  | (南2)慕容超 | (南2)慕容超 | (南2)慕容超 | (南2)慕容超 | (南2)慕容超 | (南2)慕容超 |  |  |             |             |             |             |             |             |  |  |             |             |             |             |             |             |  |  |  |  |  |  |  |  |  |  |  |  |  |  |  |  |  |  |  |  |  |  |  |  |  |  |  |  |  |  |  |  |  |  |  |  |
|             |             |             |             |             |             |  |  |             |             |             |             |             |             |  |  |             |             |             |             |             |             |  |  |              |              |              |              |              |              |  |  |              |              |              |              |              |              |  |  |             |             |             |             |             |             |  |  |             |             |             |             |             |             |  |  |             |             |             |             |             |             |  |  |  |  |  |  |  |  |  |  |  |  |  |  |  |  |  |  |  |  |  |  |  |  |  |  |  |  |  |  |  |  |  |  |  |  |
|             |             |             |             |             |             |  |  | (西5)慕容忠 | (西5)慕容忠 | (西5)慕容忠 | (西5)慕容忠 | (西5)慕容忠 | (西5)慕容忠 |  |  | (西4)慕容瑤 | (西4)慕容瑤 | (西4)慕容瑤 | (西4)慕容瑤 | (西4)慕容瑤 | (西4)慕容瑤 |  |  | (後追)慕容令 | (後追)慕容令 | (後追)慕容令 | (後追)慕容令 | (後追)慕容令 | (後追)慕容令 |  |  | (後僭)慕容麟 | (後僭)慕容麟 | (後僭)慕容麟 | (後僭)慕容麟 | (後僭)慕容麟 | (後僭)慕容麟 |  |  | (後2)慕容宝 | (後2)慕容宝 | (後2)慕容宝 | (後2)慕容宝 | (後2)慕容宝 | (後2)慕容宝 |  |  | (後4)慕容熙 | (後4)慕容熙 | (後4)慕容熙 | (後4)慕容熙 | (後4)慕容熙 | (後4)慕容熙 |  |  |             |             |             |             |             |             |  |  |  |  |  |  |  |  |  |  |  |  |  |  |  |  |  |  |  |  |  |  |  |  |  |  |  |  |  |  |  |  |  |  |  |  |
|             |             |             |             |             |             |  |  | (西5)慕容忠 | (西5)慕容忠 | (西5)慕容忠 | (西5)慕容忠 | (西5)慕容忠 | (西5)慕容忠 |  |  | (西4)慕容瑤 | (西4)慕容瑤 | (西4)慕容瑤 | (西4)慕容瑤 | (西4)慕容瑤 | (西4)慕容瑤 |  |  | (後追)慕容令 | (後追)慕容令 | (後追)慕容令 | (後追)慕容令 | (後追)慕容令 | (後追)慕容令 |  |  | (後僭)慕容麟 | (後僭)慕容麟 | (後僭)慕容麟 | (後僭)慕容麟 | (後僭)慕容麟 | (後僭)慕容麟 |  |  | (後2)慕容宝 | (後2)慕容宝 | (後2)慕容宝 | (後2)慕容宝 | (後2)慕容宝 | (後2)慕容宝 |  |  | (後4)慕容熙 | (後4)慕容熙 | (後4)慕容熙 | (後4)慕容熙 | (後4)慕容熙 | (後4)慕容熙 |  |  |             |             |             |             |             |             |  |  |  |  |  |  |  |  |  |  |  |  |  |  |  |  |  |  |  |  |  |  |  |  |  |  |  |  |  |  |  |  |  |  |  |  |
|             |             |             |             |             |             |  |  |             |             |             |             |             |             |  |  |             |             |             |             |             |             |  |  |              |              |              |              |              |              |  |  |              |              |              |              |              |              |  |  |             |             |             |             |             |             |  |  |             |             |             |             |             |             |  |  |             |             |             |             |             |             |  |  |  |  |  |  |  |  |  |  |  |  |  |  |  |  |  |  |  |  |  |  |  |  |  |  |  |  |  |  |  |  |  |  |  |  |
|             |             |             |             |             |             |  |  |             |             |             |             |             |             |  |  |             |             |             |             |             |             |  |  | (後3)慕容盛  | (後3)慕容盛  | (後3)慕容盛  | (後3)慕容盛  | (後3)慕容盛  | (後3)慕容盛  |  |  | 慕容会       | 慕容会       | 慕容会       | 慕容会       | 慕容会       | 慕容会       |  |  | 慕容策      | 慕容策      | 慕容策      | 慕容策      | 慕容策      | 慕容策      |  |  | (北1)高雲   | (北1)高雲   | (北1)高雲   | (北1)高雲   | (北1)高雲   | (北1)高雲   |  |  |             |             |             |             |             |             |  |  |  |  |  |  |  |  |  |  |  |  |  |  |  |  |  |  |  |  |  |  |  |  |  |  |  |  |  |  |  |  |  |  |  |  |

- 妻：皇后可足渾氏（中国語版）（可足渾翼の娘、景昭皇后の従姪、慕容暐の再従姉妹）